# Dirty Pair
Dirty Pair (ダーティペア Dāti Pea?) es una serie de novelas ligeras japonesas escritas por Haruka Takachiho e ilustradas por Yoshikazu Yasuhiko, publicadas entre los años 1980 y 2018, que luego serían adaptadas a varios animes y un manga.
La franquicia se ha publicado en múltiples formatos y se ha adaptado a varios otros medios, dando como resultado ocho novelas y varias historias cortas, una primera serie emitida en televisión, dos series lanzadas en formato OVA, dos OVAs unitarios, un largometraje estrenado en cines, un número de novelas gráficas y dos series cortas de radio. La serie de televisión de 1985 ganó el premio Animage Anime Grand Prix para ese año.

## Sinopsis
La historia tiene lugar en los años 2138–43, donde la humanidad se ha extendido por unos pocos miles de sistemas estelares. Una corporación llamada World Welfare Works Association (WWWA o 3WA) ayuda a los sistemas miembros de la federación United Galactica (UG) a tratar varios problemas a escala planetaria con fines de lucro, enviando agentes llamados Trouble Consultant (consultores de problemas). La serie se enfoca en un equipo de consultoras de problemas de dicha sección, llamadas Kei y Yuri, quienes tienen la reputación de dejar rastros de destrucción detrás de ellas, por lo que son conocidas públicamente como el "Dirty Pair".
Kei y Yuri son dos miembros del equipo 234 del Trouble Consultant, cuyo nombre en código es Lovely Angels. Casi todas las misiones en las que están involucradas terminan en un desastre, aunque no en un fracaso: generalmente capturan a su objetivo fugitivo, pero terminan destruyendo una ciudad en el proceso, ganando el apodo de "Dirty Pair", un apodo que no les gusta. La Computadora Central de la 3WA siempre las libera de cualquier irregularidad porque el extremo daño colateral siempre determina que no es su culpa, aunque su mera presencia tiende a empeorar las situaciones para las que fueron contratadas. En algunas, pero no en todas las continuidades, tienen poderes conjuntos, como percepción extrasensorial, generalmente limitados a precognición. Este talento fue la razón por la que fueron reclutadas.

## Personajes
- Kei: Es la miembro más activa y nada reservada, de cabello rojo y piel bronceada que usa un uniforme blanco plateado. Ama el armamento pesado y prefiere "disparar primero y hacer preguntas después". La más agresiva de las dos, también es la más corpulenta y se siente atraída por hombres varoniles y musculosos.

- Yuri: Es de etnia japonesa y lleva un uniforme amarillo dorado. No usa armas de fuego, sino látigos de energía o cartas para lanzar. Si bien es la más femenina de las dos, se sabe que se vuelve muy violenta cuando se enoja. Es la más pesada del equipo y también es una belleza que prefiere hombres refinados y cultos. Su arma más reconocida es la Carta Sangrienta, una carta de lanzamiento tecnológicamente mejorada que puede usarse para derribar a varias personas a la vez.

## Serie de TV
Una serie de televisión de anime de 26 episodios basada en las novelas, titulada simplemente como Dirty Pair, se transmitió por Nippon Television desde julio a diciembre de 1985. A pesar de ganar el premio Animage en 1985, se canceló después de 24 episodios debido a sus calificaciones, dejando los últimos 2 episodios que se produjeron sin emitir. Los episodios se lanzaron más tarde junto con la serie Dirty Pair 2 lanzada desde 1987, bajo el título With Love from the Lovely Angels.
La serie de televisión fue licenciada para su lanzamiento por Nozomi Entertainment, quien la lanzó en dos sets el 2 de noviembre de 2010 y el 8 de febrero de 2011, respectivamente, cada uno con 13 episodios. Estas versiones contienen diálogos en japonés con subtítulos en inglés. David Williams de Sentai Filmworks confirmó que ofreció producir un doblaje en inglés con Seraphim Digital para el relanzamiento, pero fue rechazado por razones desconocidas. Esto convierte a la serie de televisión en la única animación de Dirty Pair que no tiene un doblaje en inglés de ningún tipo. Dirty Pair se emitió en Norteamérica en el canal Showtime Beyond; la versión en inglés de Dirty Pair fue licenciada por ADV Films.
El anime Dirty Pair es una adaptación más cercana a las novelas ligeras originales de Haruka Takachiho, más que cualquiera de las otras encarnaciones. A diferencia de las novelas ligeras, el universo del anime tiene una atmósfera más cómica y presenta los estilos típicos de un futuro inspirado en la década de 1980. The Lovely Angels y WWWA residen en un lugar conocido como Eleanor City donde Kei (con la voz de Kyouko Tonguu) y Yuri (con la voz de Saeko Shimazu) viven juntas en un apartamento en la famosa Torre Damocles de la ciudad. El jefe de 3WA en esta versión es Gooley Andrew Francess junto con Calico, que sirve como segundo al mando. Las Lovely Angels también tienen dos asistentes, un felino genéticamente modificado llamado Mughi y un pequeño robot conocido como Nanmo.

## OVAs

### Dirty Pair 2
Dirty Pair 2, es una serie en formato OVA de 10 episodios, continuación de la serie original Dirty Pair.
La serie fue lanzada desde el 21 de diciembre de 1987 hasta el 21 de abril de 1988. ADV Films lanzó la serie OVA en cinco cintas VHS dobladas y subtituladas en inglés desde el 11 de noviembre de 1998 hasta el 25 de enero de 2000, cada una con dos episodios. La serie se lanzó más tarde en DVD bilingüe en dos volúmenes de cinco episodios el 17 de julio y el 23 de octubre de 2001. Una colección completa se lanzó el 27 de diciembre de 2005. Más tarde, Nozomi Entertainment rescató la licencia de la serie y la volvió a lanzar en un DVD bilingüe remasterizado el 3 de enero de 2012.

### Dirty Pair: Affair of Nolandia
Posteriormente fue lanzado el OVA Dirty Pair: Affair of Nolandia (ノーランディアの謎, Nōrandia no Nazo), de 60 minutos de duración, lanzado en 1985, que gira en torno a una trama con las chicas siguiendo a una mujer psíquica.

### Dirty Pair: Flight 005 Conspiracy
En 1990 fue lanzado Dirty Pair: Flight 005 Conspiracy (謀略の ００５ 便, Bōryaku no 005-bin), un OVA autoconclusivo de 60 minutos de duración, donde las chicas investigan una misteriosa explosión de avión.

## Película
Dirty Pair: Project Eden, conocida en Japón como Dirty Pair: The Movie (ダーティペア, Daati Pea Gekijou-ban), es una película de anime de 86 minutos basada en la serie de anime Dirty Pair, estrenada en cines japoneses el 28 de noviembre de 1986.
Después de detener a un grupo de contrabandistas de Vizorium, Kei y Yuri, las Lovely Angels (más comúnmente conocidas como las Dirty Pair), son enviadas a una misión a Agerna, un planeta rico en Vizorium, un mineral necesario para los viajes espaciales. Son enviadas para detener los misteriosos ataques a las operaciones mineras que hacen que los gobiernos del mundo señalen con el dedo y se culpen mutuamente. Mientras la pareja se baña, Carson D. Carson, un exmiembro del grupo de contrabandistas que detuvieron en su última misión, interrumpe sus baños al caer por un respiradero. Mientras Kei y Yuri salen de las bañeras y lo interrogan a Carson, son atacados por extraños monstruos alienígenas que las obligan a huir, dejando atrás su equipo y vistiendo nada más que toallas. Las Lovely Angels se ven obligadas a aliarse a Carson para detener al Dr. Wattsman, un científico loco empeñado en llevar a una raza alienígena, los Sadinga, a su forma evolutiva final.

## Distribución
Los OVAs se lanzaron en inglés en formato VHS el 23 de noviembre de 1994 y el 21 de febrero de 1995, respectivamente, por Streamline Pictures y Orion Pictures. Más tarde fueron re-licenciados y doblados por ADV Films y lanzado en DVD bilingüe el 4 de noviembre y el 2 de diciembre de 2003, respectivamente. ADV Films luego los relanzó en DVD, junto con la película Dirty Pair: Project Eden, el 8 de noviembre de 2005, en una caja de 3 DVD. Más tarde fueron re-licenciados por Nozomi Entertainment, quien los lanzó en un conjunto de DVD bilingüe (con los doblajes de Streamline y ADV Films) junto a Dirty Pair: Project Eden el 8 de mayo de 2012.
Dirty Pair: Flight 005 Conspiracy y Dirty Pair: Project Eden fueron estrenadas por Locomotion en idioma original con subtítulos en el año 2001. En Norteamérica fue licenciada en 1994 por Streamline Pictures y más tarde relanzada en DVD el 9 de noviembre de 2003 por ADV Films.

## Dirty Pair Flash
Dirty Pair Flash son tres miniseries en formato OVA, lanzados entre 1994 y 1996, totalizando 16 episodios. La premisa de la historia y los diseños de los personajes son muy diferentes de cualquiera de las otras versiones.

## Manga
The Great Adventures of the Dirty Pair (ダーティペアの大冒険 Dāti Pea no Daibōken?) es una adaptación a manga de Hisao Tamaki serializada por Tokuma Shoten en Monthly Comic Ryū en 2010, que es un recuento de la novela ligera Dirty Pair original del mismo nombre, pero con importantes rediseños de personajes.